# Bonte zaagpoot
De bonte zaagpoot (Scolopostethus pictus) is een wants uit de onderfamilie Rhyparochrominae en uit de familie bodemwantsen (Lygaeidae).
De onderfamilie Rhyparochrominae wordt ook weleens als een zelfstandige familie Rhyparochromidae gezien in een superfamilie Lygaeoidea. Lygaeidae is conform de indeling van bijvoorbeeld het Nederlands Soortenregister.

## Uiterlijk
De bonte zaagpoot is 3,9 tot 4,8 mm lang. De wantsen van het geslacht Scolopostethus hebben aan de onderzijde van de dijen van de voorpoten een groot aantal kleine doorns. Ze hebben ook allemaal een witte vlek aan de zijkant (in het midden) van het halsschild (pronotum). Het bovenste deel van het halsschild is zwart en de onderste helft is bruin. De kleur van de antennes verschilt per soort. De antennes van de bonte zaagpoot zijn lichtbruin. De membranen (doorzichtig deel van de voorvleugel) zijn contrastrijk wit met donker. Ze zijn altijd langvleugelig (macropteer).

## Verspreiding en habitat
De soort is wijdverspreid in Europa vanaf het zuiden van Scandinavië tot in het Middellandse Zeegebied. Naar het oosten is hij te vinden in Siberië, Klein-Azië en in de Kaukasus. Ze komen in verschillende soorten gebieden voor, maar lijken een voorkeur voor vochtige gebieden te hebben en zijn daarom vaak te vinden aan de rand van water onder bomen.

## Leefwijze
De wantsen worden gevonden tussen het bladafval en mossen. Het is niet duidelijk wat ze eten. Het kan zijn dat ze aan zaden zuigen, maar het kan ook aan schimmeldraden zijn. Ze klimmen soms in loof- en naaldbomen. De imago's overwinteren onder losse schors. In de regel is er één generatie per jaar en verschijnt de nieuwe generatie volwassen wantsen in augustus. Onder gunstige omstandigheden kan er in een jaar een tweede generatie worden gevormd, waarvan de nimfen overwinteren.